# نیو سیلم، شهرستان واشینگتن، ایندیانا
نیو سیلم (به انگلیسی: New Salem) یک منطقهٔ مسکونی در ایالات متحده آمریکا است که در ایندیانا واقع شده‌است. نیو سیلم ۲۹۹٫۰۱ متر بالاتر از سطح دریا واقع شده‌است.